# Rårup (Hedensted Kommune)
 For alternative betydninger, se Rårup. (Se også artikler, som begynder med Rårup)
Rårup er en landsby i Østjylland med 433 indbyggere  (2024). Rårup er beliggende i Rårup Sogn 13 kilometer nordvest for Juelsminde, 14 kilometer sydøst for Horsens og 16 kilometer øst for Hedensted. Byen tilhører Hedensted Kommune og er beliggende i Region Midtjylland.
Rårup Kirke ligger i byen.
Rårup Hal ligger i byen.
I byens kirke Sct. Anna ligger Frederik Rantzau (1677 - 18 apr. 1726) begravet, i Det Rantzauske kapel.